# James Key
James Key, né le 14 janvier 1972, est un ingénieur britannique, directeur technique de l'écurie de Formule 1 McLaren Racing. Il a travaillé avec plusieurs écuries de Formule 1, notamment Jordan Grand Prix, Midland F1 Racing, Spyker F1 Team, Force India, Sauber et Toro Rosso.
Après plusieurs années comme ingénieur de données, Key rejoint Jordan Grand Prix en 1998 puis devient l’ingénieur de course de Takuma Satō. Après une année passée dans la soufflerie, il est transféré au département de l'aérodynamique, devenant finalement le chef du département au cours des dernières saisons de Jordan Grand Prix. Il devient directeur technique de l'équipe au cours de la saison 2005, peu de temps avant le changement de nom de l'écurie irlandaise en Midland F1 Racing. Il est alors le plus jeune directeur technique de la Formule 1, avec quelques mois de moins que Sam Michael qui travaille chez Williams F1 Team.
James Key conserve son poste pendant la transition de l'équipe Spyker F1 Team renommée ensuite Force India. En février 2010, il quitte l'écurie indienne pour devenir directeur technique de Sauber. En février 2012, il quitte son poste dans l'écurie suisse et déclare : « J'ai apprécié ces deux années passées à travailler avec l'écurie Sauber F1. [...] On m'a offert un nouveau rôle au Royaume-Uni et j'ai décidé de l'accepter. »
Le 6 septembre 2012, il accepte le poste de directeur technique chez Toro Rosso.
Le 25 mars 2019, James Key devient directeur technique de l'écurie McLaren Racing.
Après avoir quitté McLaren début 2023, James Key réintègre, en juin, Alfa Romeo, l'équipe qu'il avait connue au début des années 2010 sous le nom Sauber, pour assurer la direction technique.